# CONPLAN 8888

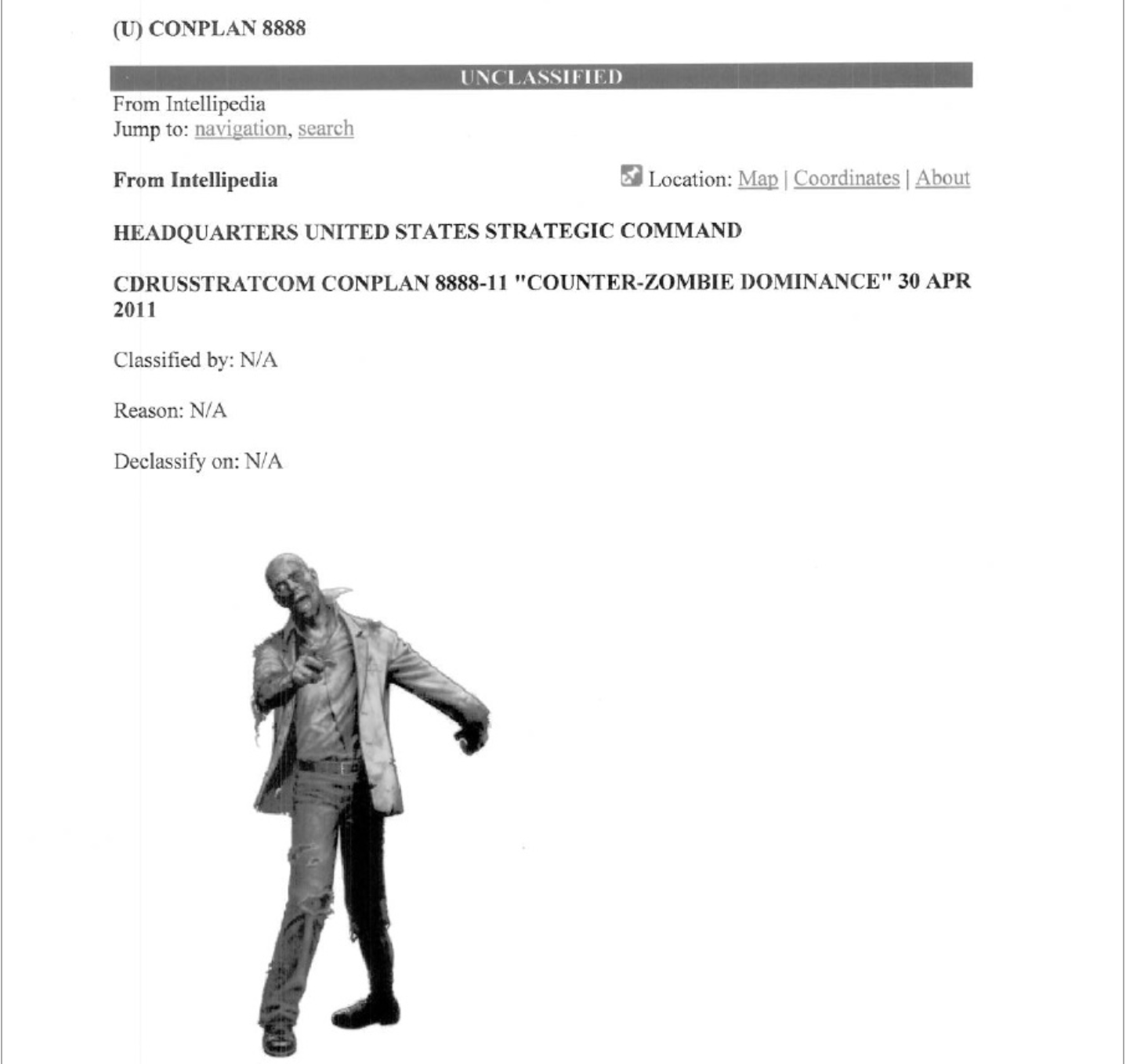
Titelpagina van CONPLAN 8888

CONPLAN 8888 (volledige naam: CDRUSSTRATCOM CONPLAN 8888-11 Counter-zombie dominance operations) is een contingency plan voor trainingsdoeleinden van het Strategic Command, een commandogroep van het Amerikaanse Ministerie van Defensie (Department of Defense, DoD). In het plan wordt de methodiek beschreven die de Amerikaanse federale overheid moet volgen om een aanval, opstand of uitbraak van zombies te stoppen.

## Geschiedenis
Het plan werd in 2009 en 2010 opgesteld door jonge officieren die een training volgden volgens het Joint Operational Planning and Execution System. Dit systeem wordt gebruikt bij het schrijven en uitvoeren van alle rampenplannen van het DoD. Door de studieopdracht puur fictief te houden, was er geen toegang tot, of verwerking van geheime informatie nodig. Ook hoefde er geen scenario opgesteld te worden waarin andere landen een rol zouden spelen, wat politiek gevoelig ligt. Een derde reden voor het gebruik van zombies als onderwerp van het plan was het motiveren van studenten.
Het plan is gepubliceerd op Intellipedia, een online verzamelpunt van gegevens van de United States Intelligence Community. Hoewel het plan in eerste instantie geheim was, zijn het plan en alle daaraan gerelateerde pagina's gedeclassificeerd nadat daartoe een verzoek was ingediend in het kader van de Freedom of Information Act.

## Zombieplagen in trainingsscenario's en onderzoeken
CONPLAN 8888 is niet het enige officiële overheidsmedium dat zombies behandelt. Het Amerikaanse gezondheidsagentschap CDC gebruikt zombieplagen in publiciteitscampagnes om de bevolking voor te bereiden op rampen. Ook de Canadese provincie Brits-Columbia gebruikt een zombieplaag als hyperbool voor een echte ramp. Quebec had plannen om een training te baseren op een zombieplaag, maar die hebben geen doorgang gevonden na klachten over overheidsuitgaven.

### Lowlands 2017
Tijdens Lowlands 2017 werden er door verschillende universiteiten en hogescholen onderzoeken uitgevoerd. Een van de onderzoeken betrof het voorspellen van de verspreiding van infectieziekten. Het publiek kon een app downloaden voor iOS of Android waarmee een zombie-epidemie gesimuleerd werd. Wanneer een individu zich een bepaalde tijd in de buurt bevond van een ander die als "besmet" bestempeld was, raakte het individu ook besmet. Het onderzoek werd uitgevoerd door het RIVM, de Vrije Universiteit Amsterdam en de GGD's van Flevoland en Amsterdam.